# Berta z Tours

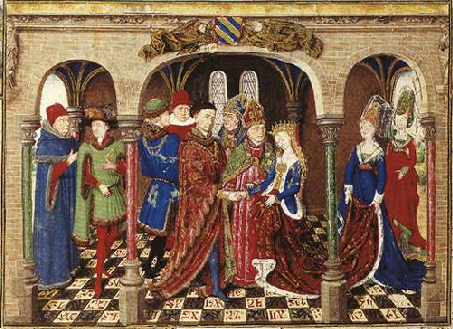
Ślub Berty z hrabią Girardem II z Vienne.

Berta z Tours (zm. zapewne 6 listopada 877) – wnuczka hrabiego Sundgau i Tours Hugona I Trwożliwego oraz córka Hugona III i Ermengardy z Tours.
W 819 została żoną Girarda II, hrabiego Vienne. Z małżeństwa tego pochodziło jedno dziecko – córka Ewa, wspomniana w testamencie Girarda.
Berta broniła Vienne przed oblężeniem przez króla Francji Karola II Łysego. W 858 wraz z mężem ufundowała opactwa Vézelay i Pothieres.